# Duguetia tuberculata
Duguetia tuberculata Maas – gatunek rośliny z rodziny flaszowcowatych (Annonaceae Juss.). Występuje naturalnie w Panamie oraz Kolumbii. 

## Morfologia
PokrójZimozielone drzewo lub krzew dorastające do 30 m wysokości.
LiścieMają eliptyczny kształt. Mierzą 5–17,5 cm długości oraz 1,5–5,3 cm szerokości. Nasada liścia zbiega po ogonku. Blaszka liściowa jest całobrzega o spiczastym wierzchołku. Ogonek liściowy jest owłosiony i dorasta do 5–24 mm długości.
KwiatySą pojedyncze lub zebrane po 2–15 w pęczki, rozwijają się w kątach pędów.
OwocePojedyncze. Mają odwrotnie jajowaty kształt. Osiągają 20–25 mm długości.

## Biologia i ekologia
Rośnie w lasach. Występuje na wysokości do 900 m n.p.m.